# Pepijn Aardewijn
Pepijn Aardewijn (ur. 15 czerwca 1970 w Amsterdamie) – holenderski wioślarz. Srebrny medalista olimpijski z Atlanty.
Brał udział w dwóch igrzyskach olimpijskich (IO 96, IO 00). W 1996 sięgnął po srebro w dwójce podwójnej wagi lekkiej. Partnerował mu Maarten van der Linden. W 2000 zajęli dwunaste miejsce. W 1993 był brązowym medalistą mistrzostw świata w jedynce wagi lekkiej. Rok wcześniej w tej samej konkurencji sięgnął po srebro (rozgrywano mistrzostwa globu w konkurencjach nieolimpijskich).
Jego żona Kirsten van der Kolk także była wioślarką i medalistką olimpijską.